# Бронепоезд «Южноуральский железнодорожник»
Бронепоезд «Южноуральский железнодорожник» — бронепоезд № 2 (бепо № 2) типа ОБ-3 38-го отдельного дивизиона бронепоездов (38-го одбп) автобронетанковых войск РККА Великой Отечественной войны.

## История
Формирование 38-го одбп началось в Челябинске 18 ноября 1941 г. Строительство бронепоездов велось тоже в Челябинске в паровозном депо.
18 ноября 1941 года в кабинете начальника паровозного депо станции Челябинск Трегубенко заместитель начальника паровозной службы Южно-Уральской железной дороги Шелягин познакомил челябинских паровозников с заданием Государственного Комитета Обороны: Южно-Уральской железной дороге предстояло построить пять бронепоездов, из них два в цехах депо Челябинск.

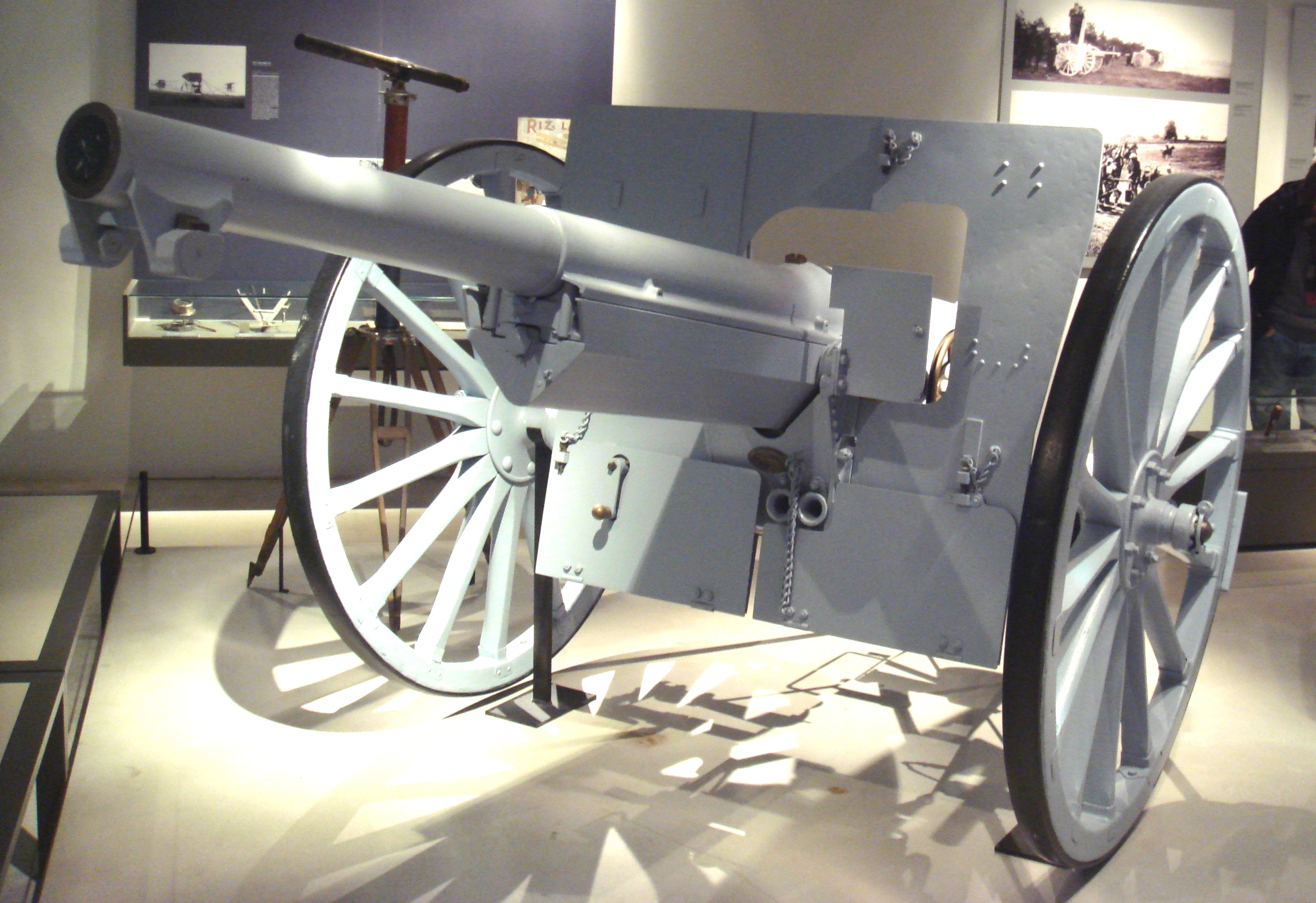
75-мм французская пушка образца 1897 года в музее в Доме Инвалидов (Les Invalides)

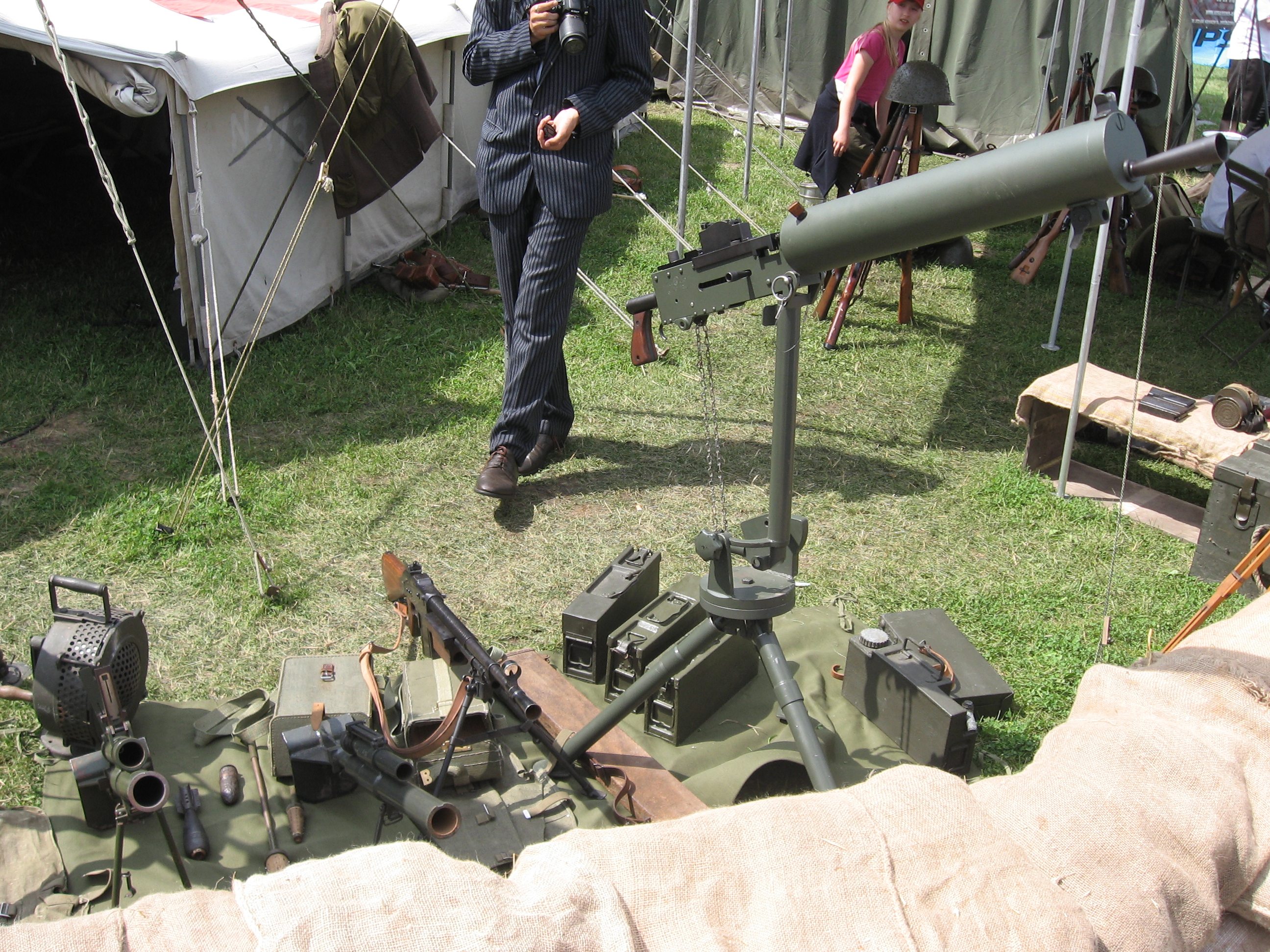
В центре на треножном станке польский тяжелый 7,92-мм пулемет Браунинг

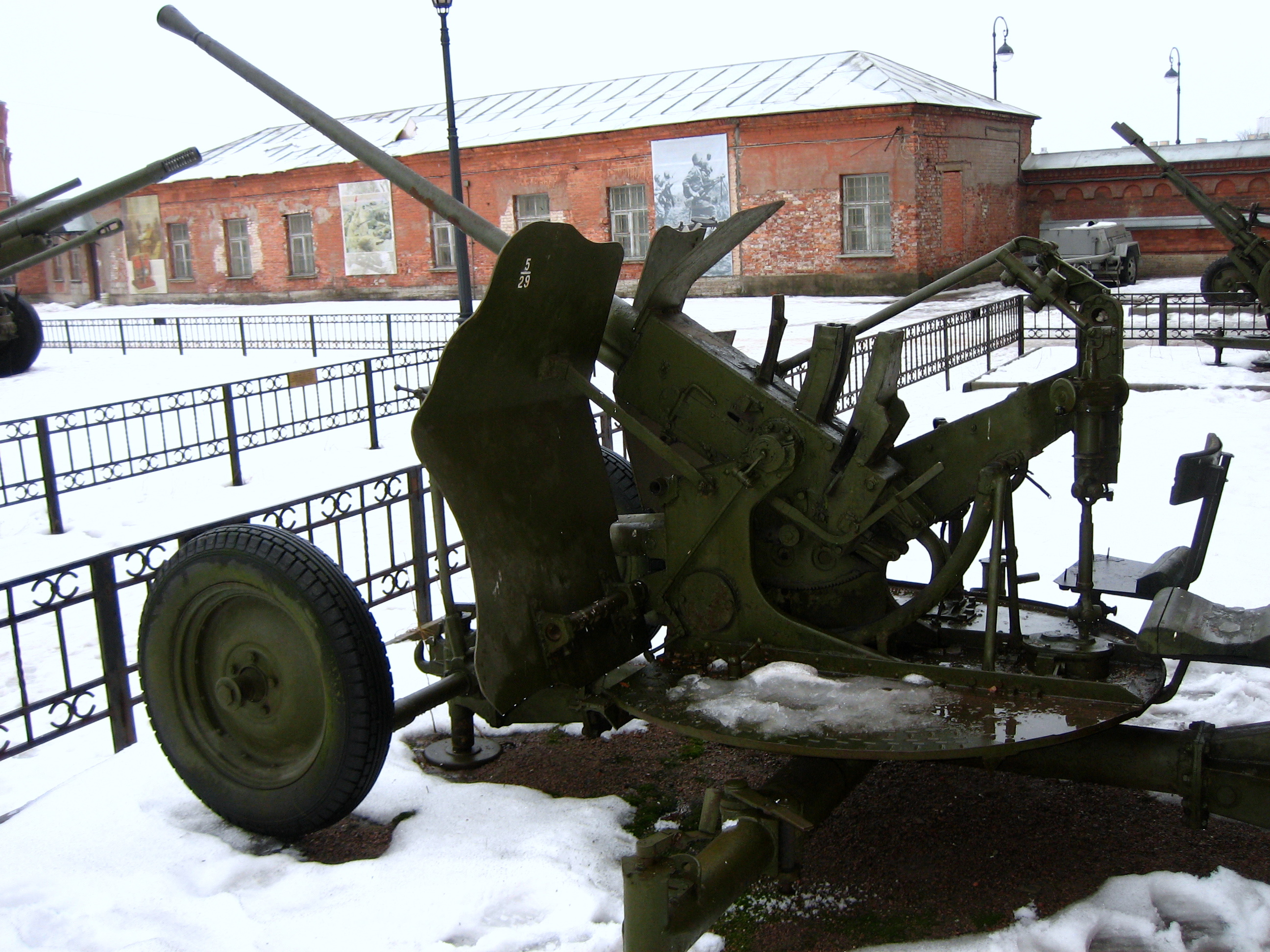
25-мм АЗП слева. На бронепоездах пушки без повозок и до 1943 г. без щитов

Строительство первого бронепоезда «Челябинский железнодорожник» закончено к 24 декабря 1941 года. А 27 декабря на обкатку выехал и второй бронепоезд «Южноуральский железнодорожник». Испытания обеих успешны.
… Многочисленные трудности возникали у строителей. Вначале предполагалось, что опорные кольца поворотных механизмов орудийных башен будут производиться на челябинских заводах. Но необходимых станков не оказалось. Тогда за дело взялись ремонтники депо Челябинск. Решено использовать бандажи паровозных колес. Для этого с каждого стального бандажа надо было снять по 45-70 миллиметров металла.
Командир 4-й бронеплощадки «Южноуральского железнодорожника» Куплевахский характеризовал челябинские бронепоезда: «Бронеплощадки оснащены своеобразно. Каждая имела одну башню, поворачиваемую вручную. В ней французская пушка … При стрельбе с невысоким углом возвышения такие орудия оправдывали назначение.
На каждом борту бронеплощадки 7,92-мм пулемёт Браунинг и 7,62-мм пулемёт ДТ. Личное оружие многих красноармейцев — японские винтовки … „Интернациональный“ характер вооружения и обмундирования бойцов свидетельствовал о крайне трудном времени, переживаемом Красной Армией зимой 1941—1942 годов». … 
20 февраля 1942 года изготовление бронепоездов № 1 «Челябинский железнодорожник» и № 2 «Южноуральский железнодорожник» 38-го отдельного дивизиона бронепоездов закончено.
В феврале 1942 года железнодорожники Южно-Уральской магистрали провожали бронепоезда на фронт.

## Устройство
Бронепоезд № 2 имел бронепаровоз типа Ов № 4640 (броня — незакалённая сталь толщиной 30 мм, кабина машиниста и командирская рубка — 40 мм, башня (вооружение) ПВО — 30 мм, вооружение пулемет ДШК) и бронеплощадки № 879, 880, 881, 882 (броня — незакаленая сталь, борта: № 879 14+16 мм, № 880, 881 толщиной 12 + 13 мм, все с воздушным зазором 80 мм, на № 882 25 мм, защита ходовой части — 10 мм (на всех), башни — 21 + 11 мм (на всех), вооружение каждой 75-мм французская пушка образца 1897 года, 2 7,92-мм пулемёта Браунинг и 3 7,62-мм пулемёта ДТ).

## Начало службы
6 марта 38-й дивизион направился в Москву. Разместились на станции Москва-3 Ярославской железной дороги 28 марта, месяц 38-й одбп доукомплектовывали (бронепоезд № 2 получил платформу ПВО завода «Стальмост» № 205 с пулеметом ДШК и 25-мм автоматической зенитной пушкой) и занимался боевой подготовкой.
28 апреля 1942 г. на основании приказа начальника главного автобронетанкового управления (ГАБТУ) Федоренко дивизион убыл в 3-ю армию Брянского фронта и 30 апреля расположился на станциях Чернь и Скуратово.
9 мая 38-й одбп передали в 40-ю армию с расположением — депо № 2 — Черемисиново, база — Мармыжи. Боевая задача — поддержка 121-й стрелковой дивизии и прикрытие железнодорожных объектов от атак с воздуха. Для этого, кроме взводов ПВО с пулеметами ДШК, на каждом бронепоезде было по 3 пулемета ДТ, а чуть позже по инициативе командира взвода ПВО депо № 1 изготовили спаренные установки пулеметов Браунинг на треногах.
Полтора месяца бронепоезда 38-го одбп систематически совершали артиллерийские налеты по немцам.
13, 14 и 18 мая бронепоезд № 2 участвовал в огневом налете на Новый Поселок, в результате у него вышли из строя три орудия. Одно починили, а два отправили в артиллерийские мастерские.

## Героическая гибель
Да, нам далась победа нелегко.
Да, враг был храбр.
Тем больше наша слава.— Константин Симонов 1939.

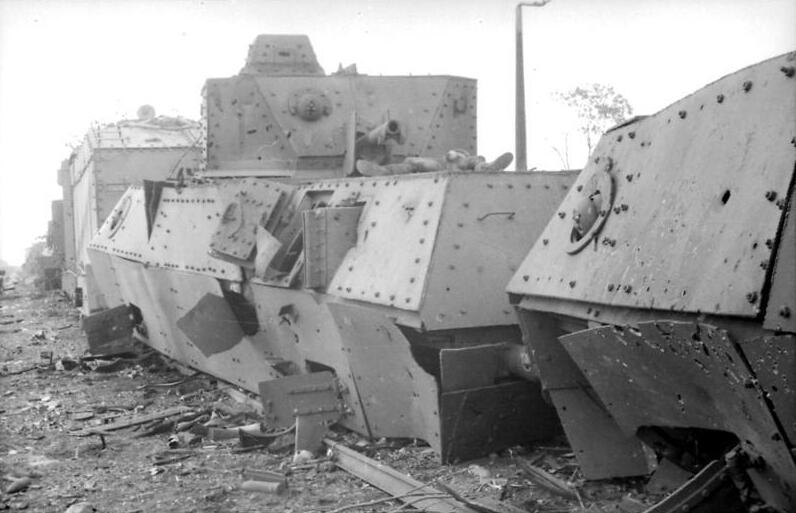
Поврежденный у Воронежа советский бронепоезд. На бронеплощадке труп погибшего члена экипажа. Июнь 1942 года. Фотография роты пропаганды Вермахта (Propagandakompanie der Wehrmacht)

28 июня 1942 года началось немецкое наступление в рамках операции «Блау», которому предшествовала авиационная и артиллерийская подготовка. К этому времени бепо № 2 старшего лейтенанта И. Е. Орлова находился у разъезда Расховец, база — Мармыжи. Вскоре группа из 18 самолетов начала бомбить поезд. Бой бронепоезда с авиацией противника длился 14 часов. Более десяти воздушных атак отразил в тот день экипаж бронепоезда. При их отражении подбито пять самолетов и один сбит, взят в плен один летчик, переданный представителям 40-й армии. В бою бронепоезд маневрировал между разъездом Расховец и станцией Мармыжи. Железнодорожные пути на станции были разрушены авиацией, база дивизиона сгорела. Попытки восстановить полотно были не успешны — немецкая авиация не давала этого сделать.
Примерно в 18.00 к Мармыжам подошла немецкая пехота и танки, которые открыли огонь по бронепоезду. К этому времени в результате боя с авиацией у бепо вышли из строя оба 75-мм орудия (два других в артиллерийской мастерской), единственная 25-мм зенитная пушка, крупнокалиберный зенитный пулемет ДШК, пять пулеметов Браунинг и семь ДТ, которые использовались для ведения огня по воздушным целям. Из средств ПВО остались только один пулемет ДШК и три пулемета Браунинг. Так как вывести бронепоезд невозможно из-за разбитых путей на станции Мармыжи, а вести огонь по танкам и пехоте противника было нечем, командир дивизиона майор Коржевский приказал команде оставить бронепоезд.
Команда оставляет лишившийся хода обреченный «Южноуральский железнодорожник». Бронепоезда 38-го отдельнго дивизиона перестают существовать.
Всего в бою 38-й отдельный дивизион бронепоездов потерял 69 человек — безвозвратно 15 убитыми и 35 пропавшими без вести; и 19 ранеными.
30 июня 1942 года на станции Касторная командир дивизиона доложил о результатах боя находившемуся там начальнику ГАБТУ генерал-лейтенанту Федоренко. Федоренко приказал дивизиону убыть в Москву, куда тот прибыл 1 июля и разместился на базе МТО ГАБТУ КА. На следующий день командование дивизиона и бронепоезда № 1 было арестовано органами НКВД.
В августе — ноябре 1942 года 48-й ОДБП укомплектовывается бронепоездами «Имени газеты „Правда“» и «Имени газеты „Красная Звезда“» (построены на станции Кожевенная в ремонтной базе № 6), 5 декабря 1942 года переименованные соответственно в бронепоезда № 754 и № 730. Расформирован 15-20 июня 1946 года, бронепоезда переданы 1-му отдельному полку бронепоездов имения Алябьева.

## Память

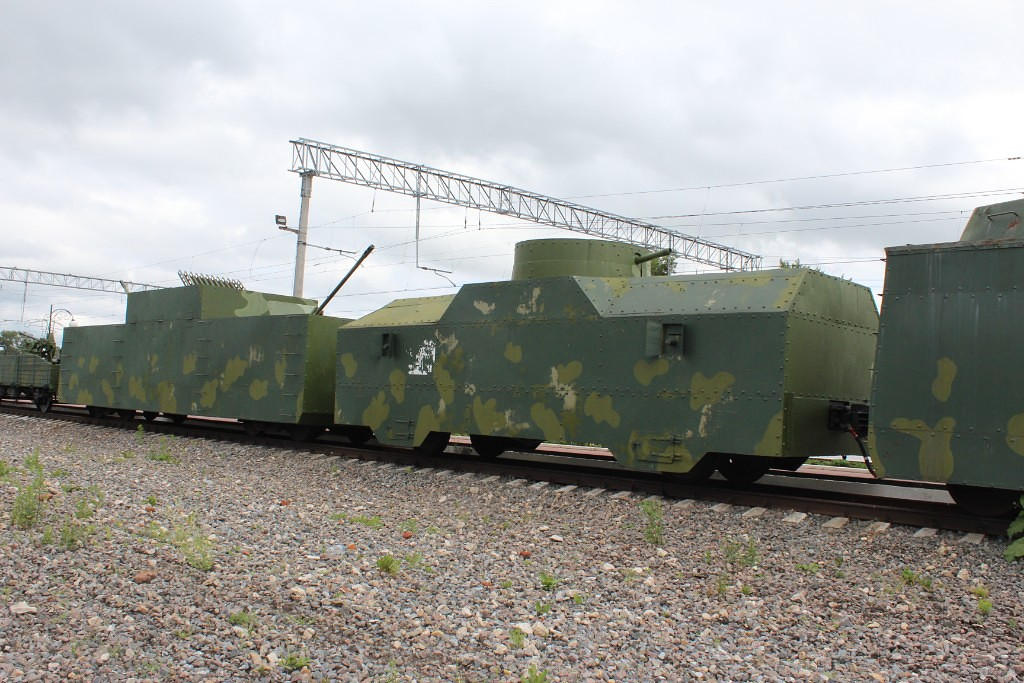
Макет бронепоезда на станции Чернь. 2014 год

На железнодорожной станции Чернь в Тульской области установлен неполностью точный макет бронепоезда времён Великой Отечественной войны.
Напротив установлены два камня:

«В честь 65-летия Великой Победы экипажам бронепоездов, героически сражавшимся за свободу и независимость Родины в годы Великой Отечественной войны 1941—1945 г.г. От благодарных потомков.»
«Мемориал воздвигнут на средства компании Российские Железные Дороги, Московской железной дороги филиала ОАО РЖД, Тульских железнодорожников, предприятий Тульской области. Май 2010 год.»

### Бронепоезда и железнодорожные машины
- Броневой поезд (формирование)
- Бронепоезда РККА до и во время Великой Отечественной войны

### Дивизионы Великой Отечественной войны сбронепоездами типа ОБ-3
- 27-й отдельный дивизион бронепоездов
- 39-й особый дивизион бронепоездов — дивизион сформированный тоже на станции Челябинск, 3 бронепоезда (первичные и 1 взамен уничтоженного) построены там же в депо.
- 47-й отдельный дивизион бронепоездов
- 54-й отдельный дивизион бронепоездов

### Бронепоезда РККА Великой Отечественной войны и дивизионы с бронепоездами не типа ОБ-3
- 7-й отдельный дивизион бронепоездов
- 23-й отдельный дивизион бронепоездов
- 31-й отдельный дивизион бронепоездов
- 48-й отдельный дивизион бронепоездов
- 50-й отдельный дивизион бронепоездов
- 60-й отдельный дивизион бронепоездов
- Железняков (бронепоезд)
- За Сталина! (бронепоезд)
- Маршал Будённый бронепоезд
- Тульский рабочий бронепоезд
- 60-й отдельный бронепоезд
- 73-й отдельный бронепоезд

### Комментарии
1. В борту ближайшей бронеплощадки за открытой дверцей вертикальная амбразура 7,92-мм польского пулемета Браунинг, также видно, что относительное положение паровоза и последних вагонов не строго по одной линии - то есть пути деформированы взрывами авиабомб, а возможно вагоны сошли с рельсов
2. ↑  В борту ближайшей бронеплощадки за открытой дверцей вертикальная амбразура 7,92-мм польского пулемета Браунинг, также видно, что относительное положение паровоза и последних вагонов не строго по одной линии - то есть пути деформированы взрывами авиабомб, а возможно вагоны сошли с рельсов
3. ↑  Снизу видны «разорванные как бумага» стальные листы толщиной 10 мм защиты ходовой части, деформации и многочисленные осколочные пробоины от немецких осколочно-фугасных авиабомб в тех же 10-мм стальных листах (для сравнения - толщина металлических дверей квартир обычно 1,5-4 мм - в 2,5-7 раз меньше). Также в борту ближайшей бронеплощадки пробоина в наклонном листе толщиной 12-16 мм